# Mapeado del entorno

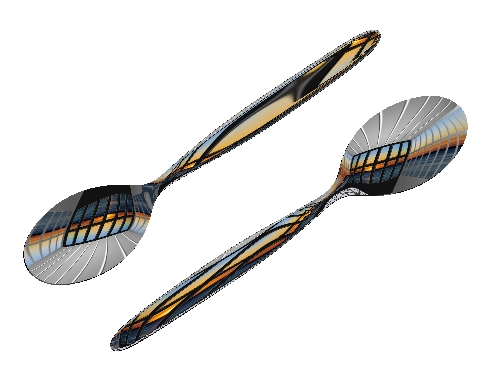
Un ejemplo de reflejos del mapeado del entorno.

En computación gráfica, el mapedo del entorno o mapedo de reflejos es una técnica de iluminación basada en imágenes eficiente para aproximar la apariencia de una superficie reflectante mediante una textura precalculada. La textura se utiliza para almacenar la imagen del entorno distante que rodea el objeto renderizado.
Aunque en la mayoría de circunstancias este reflejo del entorno es solo una aproximación de lo que se refleja realmente. El mapeado del entorno se basa en dos supuestos que rara vez se cumplen:
1. Todo resplandor que incide sobre el objeto que se está sombreando proviene de una distancia infinita. Cuando este no es el caso, el reflejo de la geometría cercana refleja el objeto en el lugar equivocado. Cuando este es el caso, no se ve ningún paralaje en el reflejo.
2. El objeto que se sombrea es convexo, de modo que no contiene autointerreflexiones. Cuando este no es el caso el objeto no aparece en el reflejo; solo aparece el entorno.

## Tipos

### Mapeo de esferas
El mapeo de esferas representa la esfera de iluminación incidente vista en el reflejo de una esfera reflectante a través de una cámara ortográfica. La imagen de la textura se puede crear aproximando esta configuración o usando una lente de ojo de pez o prerrenderizando una escena con un mapeo esférico.

### Mapeo de cubos

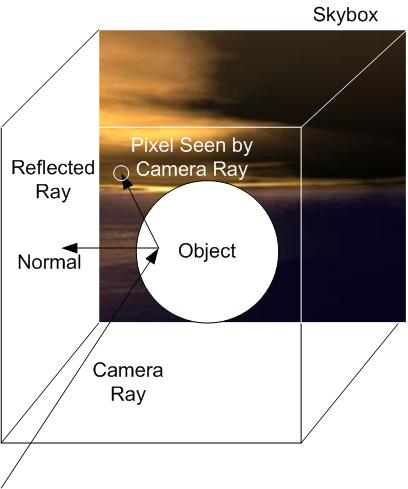
Diagrama de un reflejo aparente proporcionado por un reflejo mapeado en cubos. En realidad, el mapa se proyecta sobre la superficie desde el punto de vista del observador. Los reflejos que en el trazado de rayos se producirían y determinarían el ángulo formado se pueden «modificar» si se pintan manualmente en la textura (o si ya aparecen, dependiendo de cómo se obtuvo el mapa de textura), desde donde se proyectarán sobre el objeto mapeado junto con el resto de la textura.

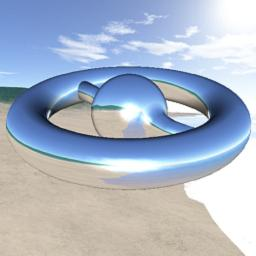
Ejemplo de un modelo tridimensional que utiliza un reflejo con mapeo de cubos.

El mapeo de cubos y otros mapeos de poliedros abordan la severa distorsión de los mapas de esferas. Si los mapas cúbicos se crean y filtran correctamente, no tienen costuras visibles y pueden usarse independientemente del punto de vista de la cámara que adquiere el mapa. Por ese motivo, los mapas de cubos y otros poliedros han reemplazado a los mapas de esferas en la mayoría de las aplicaciones de computación gráfica, a excepción de la iluminación basada en imágenes. La iluminación basada en imágenes se puede realizar con mapas de cubos con corrección de paralaje.

### Mapeo HEALPix
El mapeo del entorno HEALPix es similar a otros mapeos de poliedros, pero puede ser jerárquico, proporcionando así un marco unificado para generar poliedros que se aproximen mejor a la esfera. Esto permite una menor distorsión, pero aumentando el consumo.

## Historia
El trabajo precursor en mapeo de texturas fue establecido por Edwin Catmull, con refinamientos para superficies curvas de James Blinn, en 1974. Blinn continuó refinando su trabajo y desarrolló mapas ambientales en 1976.
Gene Miller experimentó con el mapeo de entornos esféricos en 1982 para MAGI Synthavision.
Wolfgang Heidrich introdujo el mapeo de paraboloides en 1998.
Emil Praun introdujo el mapeo de octaedros en 2003.
Mauro Steigleder presentó el mapeo de pirámides en 2005.
Tien-Tsin Wong, et al. introdujo el mapeo HEALPix existente para renderizado en 2006.